# Tun antitanc autopropulsat (proiect)
Tunul antitanc autopropulsat (abreviere: TAA) a fost un proiectul unui autotun de fabricație românească propus de către Comandamentul artileriei în anul 1978. Acest tun autopropulsat urma să înlocuiască vechile autotunuri sovietice SU-76 din înzestrarea Armatei Române, însă datorită evenimentelor economice și istorice, proiectul nu s-a materializat.

## Istorie
Comandamentul artileriei a propus în anul 1978 o concepție de înzestrare menită a moderniza echipamentul din dotare.  În cadrul acesteia a fost prevăzută înlocuirea vechilor autotunuri sovietice SU-76 din dotarea diviziilor mecanizate cu un tun autopropulsat de calibrul 100 mm bazat pe șasiul mașinii de luptă a infanteriei MLI-84. Comandamentul a specificat necesitatea fabricării în țară a 1716 exemplare care urmau să intre în dotare la începutul anilor 1990. Carcasele blindate urmau a fi construite la Uzina Mecanică Mizil, iar armamentul din dotare la Arsenal Reșița.
Vehiculele urmau a fi folosite ca vânători de tancuri, fiind destinate "nimicirii tancurilor și a altor mijloace de luptă prin trageri directe sau din poziții adăpostite". Armamentul principal consta într-un tun antitanc cu țeavă ghintuită de calibrul 100 mm, armamentul standard al tancurilor și tunurilor antitanc tractate din dotarea armatei la vremea respectivă. Acesta urma a fi montat pe șasiul mașinii de luptă MLI-84 (o variantă extinsă a șasiului BMP-1) într-o turelă mică cu formă dreptunghiulară. În camera de luptă se afla servantul ochitor, așezat pe un scaun fixat pe podeaua carcasei blindate. În spatele acestuia se afla comandantul, într-un compartiment cilindric dotat cu o cupolă de observare. Muniția urma a fi amplasată în partea din spate a șasiului, într-un compartiment pătrat. Aprovizionarea cu muniție se făcea prin intermediul celor două uși blindate din partea posterioară a vehiculului.
TAA a fost proiectat la Institutul 111 de către inventatorii români Dârvariu Paul și Buracu Mihail. Brevetul datează din 27 septembrie 1985. Proiectul nu s-a materializat din cauza evenimentelor istorice survenite la sfârșitul anilor 1980.